# 郭萬程
郭萬程（1507年—1538年），字子長，號雲橋，福建福州福清縣人，民籍，明朝政治人物。

## 生平
嘉靖十三年（1534年）甲午科順天府鄉試第三十七名舉人。嘉靖十四年（1535年）聯捷乙未科會試第四十五名，登第三甲第二百一十九名進士。授刑部河南司主事，卒於官。

## 家族
曾祖郭鑑；祖父郭定；父郭世治，母何氏。慈侍下。弟萬化。
有子郭遇卿、郭造卿；孙郭应宠、郭应响；曾孙郭文祥。